# Medina del Campo
Medina del Campo je město ve Španělsku. Leží na řece Zapardiel v nadmořské výšce 720 metrů. Má dvacet tisíc obyvatel a patří k provincii Valladolid v autonomním společenství Kastilie a León.
Město je centrem zemědělské oblasti, kde se pěstuje obilí a víno Rueda, proto proslulo svými trhy. Z průmyslu převažuje nábytkářský a potravinářský, Medina del Campo je také důležitým dopravním uzlem. Národní kulturní památkou je pevnost Castillo de La Mota, kterou založili Maurové v 11. století. V roce 1489 byla ve městě uzavřena smlouva z Medina del Campo mezi Španělskem a Anglií. V roce 1504 zde zemřela královna Isabela Kastilská.
Patronem města je svatý Antolín z Pamiers. Jeho svátek se slaví 2. září a koná se při něm běh s býky (encierros).
Město je také významnou železniční křižovatkou, procházejí zde tratě AVE z Madridu do Salamanky, Valladolidu a Leónu. Kolem města též prochází dálnice A6.